# Donald E. Brownlee
Donald Eugene Brownlee (né le 21 décembre 1943) est un professeur d'astronomie de l'Université de Washington. Il est le principal chercheur de la mission Stardust. Ses recherches portent sur l'astrobiologie, les comètes et la poussière cosmique.

## Biographie
Brownlee naît à Las Vegas, au Nevada. Il étudie le génie électrique à l'université de Californie à Berkeley, puis fait des études graduées à l'université de Washington. Il obtient un doctorat en astronomie en 1971 et travaille au département d'astronomie à partir de 1975. Il fait également des recherches comme professeur invité de l'Institut Enrico Fermi de l'université de Chicago.
Brownlee a co-écrit deux livres avec le paléontologue Peter Ward : Rare Earth: Why Complex Life is Uncommon in the Universe (en) et The Life and Death of Planet Earth.

## Prix et distinctions
En 1991, l'astéroïde (3259) Brownlee est nommé en son honneur. L'Association internationale de minéralogie a également nommé la brownleeite en son honneur.
Brownlee a également reçu la médaille J.-Lawrence-Smith de l'Académie nationale des sciences, la médaille Leonard (en) de la Meteoritical Society et la NASA Medal for Exceptional Scientific Achievement (en) en 2007. Il est membre de l'Académie nationale des sciences.